# Giovanna Carafa
Giovanna Carafa, död 1536, var en italiensk adelskvinna, dam av Mirandola och grevinna av Concordia som gift med Gianfrancesco II Pico.
Definierad som en "tyranniskt girig kvinna", anklagades hon 1524 av partisanerna till makens brorson Galeotto II Pico för att ha förfalskat guldmynten (dubbel och dukater) som Picos myntverk präglat, men hon skyllde på den judiske myntmästaren Santo di Bochali (endast utförare av suveränens önskemål) som halshöggs på huvudtorget av Giovanfrancesco II för att rädda sin frus rykte.